# Panamerikanische Spiele 2015/Squash
Bei den Panamerikanischen Spielen 2015 in Toronto fanden vom 11. bis 17. Juli 2015 im Squash sechs Wettbewerbe statt. Austragungsort war das Exhibition Centre.

## Wettbewerbe und Zeitplan
Insgesamt sechs Wettbewerbe wurden im Rahmen der Spiele im Squashsport ausgetragen. Dazu zählten die jeweiligen Einzel- und Doppelkonkurrenzen sowie je ein Mannschaftswettbewerb der Damen und Herren und ein Mixed. Die Wettbewerbe im Einzel fanden vom 11. bis 13. Juli, die Doppelwettbewerbe am 13. und 14. Juli und die Mannschaftswettbewerbe vom 14. bis 17. Juli statt.
| G | Gruppenphase | 1R | Erste Runde | ¼ | Viertelfinale | ½ | Halbfinale | F | Finale |

| Datum → Wettbewerb ↓ | Sa. 11. | Sa. 11. | So. 12. | So. 12. | Mo. 13. | Mo. 13. | Di. 14. | Di. 14. | Mi. 15. | Mi. 15. | Do. 16. | Do. 16. | Fr. 17. | Fr. 17. |
| -------------------- | ------- | ------- | ------- | ------- | ------- | ------- | ------- | ------- | ------- | ------- | ------- | ------- | ------- | ------- |
| Herreneinzel         | 1R      | ¼       | ½       | ½       | F       | F       |         |         |         |         |         |         |         |         |
| Herrendoppel         |         |         |         |         | 1R      | ½       | F       | F       |         |         |         |         |         |         |
| Herrenmannschaft     |         |         |         |         |         |         | G       | G       | G       | G       | ¼       | ½       | F       | F       |
| Dameneinzel          | 1R      | ¼       | ½       | ½       | F       | F       |         |         |         |         |         |         |         |         |
| Damendoppel          |         |         |         |         | 1R      | ½       | F       | F       |         |         |         |         |         |         |
| Damenmannschaft      |         |         |         |         |         |         | G       | G       | G       | G       | ¼       | ½       | F       | F       |

## Einzel

### Herren
| Platz | Land          | Spieler                      |
| ----- | ------------- | ---------------------------- |
| 1     | Kolumbien     | Miguel Ángel Rodríguez       |
| 2     | Peru          | Diego Elías                  |
| 3     | Kanada Mexiko | Shawn Delierre César Salazar |

### Damen
| Platz | Land               | Spielerin                       |
| ----- | ------------------ | ------------------------------- |
| 1     | Vereinigte Staaten | Amanda Sobhy                    |
| 2     | Vereinigte Staaten | Olivia Blatchford               |
| 3     | Mexiko Kanada      | Samantha Terán Samantha Cornett |

## Doppel

### Herren
| Platz | Land                    | Spieler                                                  |
| ----- | ----------------------- | -------------------------------------------------------- |
| 1     | Kolumbien               | Andrés Herrera Juan Vargas                               |
| 2     | Kanada                  | Andrew Schnell Graeme Schnell                            |
| 3     | Peru Vereinigte Staaten | Diego Elías Andrés Duany Chris Hanson Christopher Gordon |

### Damen
| Platz | Land               | Spielerinnen                                             |
| ----- | ------------------ | -------------------------------------------------------- |
| 1     | Vereinigte Staaten | Amanda Sobhy Natalie Grainger                            |
| 2     | Kanada             | Samantha Cornett Nikki Todd                              |
| 3     | Mexiko Kolumbien   | Samantha Terán Karla Urrutia Catalina Peláez Laura Tovar |

## Mannschaft

### Herren
| Platz | Land                           | Spieler                                                                                         |
| ----- | ------------------------------ | ----------------------------------------------------------------------------------------------- |
| 1     | Kanada                         | Shawn Delierre Andrew Schnell Graeme Schnell                                                    |
| 2     | Mexiko                         | César Salazar Arturo Salazar Eric Gálvez                                                        |
| 3     | Argentinien Vereinigte Staaten | Robertino Pezzota Rodrigo Pezzota Leandro Romiglio Christopher Gordon Todd Harrity Chris Hanson |

### Damen
| Platz | Land               | Spielerinnen                                                                         |
| ----- | ------------------ | ------------------------------------------------------------------------------------ |
| 1     | Vereinigte Staaten | Amanda Sobhy Olivia Blatchford Natalie Grainger                                      |
| 2     | Kanada             | Samantha Cornett Nikki Todd Hollie Naughton                                          |
| 3     | Mexiko Kolumbien   | Samantha Terán Karla Urrutia Diana García Catalina Peláez Laura Tovar Karol González |

## Medaillenspiegel
| Platz | Land               | Gold | Silber | Bronze | Gesamt |
| ----- | ------------------ | ---- | ------ | ------ | ------ |
| 01    | Vereinigte Staaten | 3    | 1      | 2      | 6      |
| 02    | Kolumbien          | 2    | —      | 2      | 4      |
| 03    | Kanada             | 1    | 3      | 2      | 6      |
| 04    | Mexiko             | —    | 1      | 4      | 5      |
| 05    | Peru               | —    | 1      | 1      | 2      |
| 06    | Argentinien        | —    | —      | 1      | 1      |